# Allmendingen, Alb-Donau
Allmendingen là một đô thị ở huyện Alb-Donau ở bang Baden-Württemberg thuộc nước Đức. Đô thị này có diện tích 45,87km², dân số thời điểm 31 tháng 12 năm 2020 là 4558 người.